# 川田芳子
川田 芳子（かわだ よしこ、1895年10月17日 - 1970年3月23日）は、大正・昭和期の女優である。日本映画草創期の人気女優であった。

## 来歴・人物

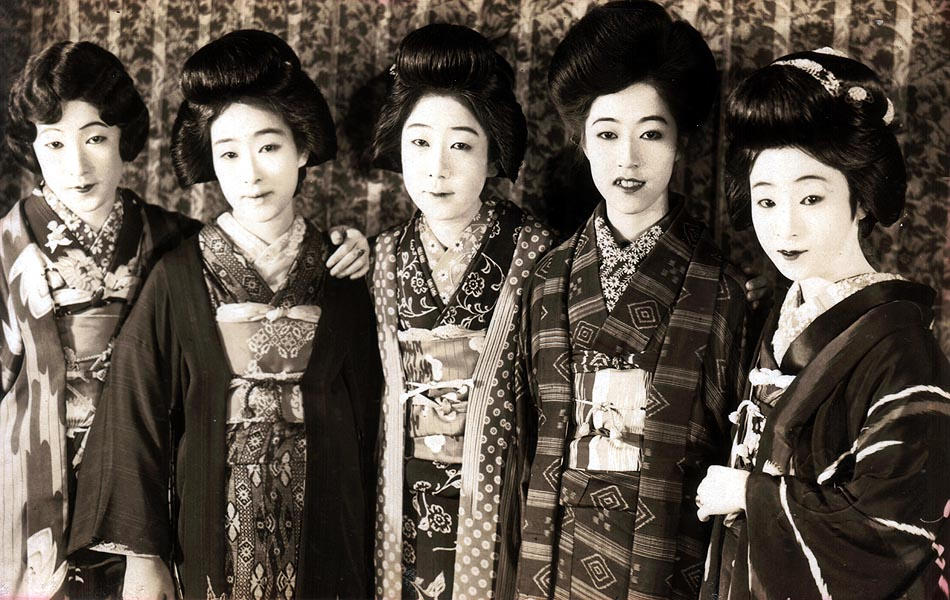
映画『妖婦五人女』（1926年）宣伝用写真から。左から、栗島すみ子、松井千枝子、川田芳子（中央）、筑波雪子、柳さく子

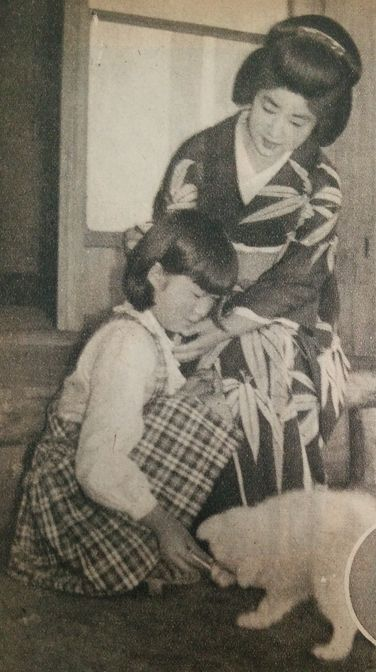
川田芳子と養女（1948年）

1895年（明治28年）10月17日、新潟市の花街・古町に踊りの市山流四代目 市山七十世師匠と、父原良一の娘として生まれた。11歳のとき、一家で上京し、長唄を五代目杵屋勘五郎に、舞踊を二代目藤間勘右衛門に師事した。新橋から芸妓になった後、川上貞奴に預けられ、「川上芳子」の芸名で貞奴一座の『八犬伝墨田の高楼』（帝国劇場）で初舞台を踏んだ。以降、貞奴と行動を共にし、新派の舞台で活躍した。
松竹の新派などを経て、1920年（大正9年）、その美貌をかわれて創立早々の松竹蒲田撮影所にスターとして迎えられる。同年、ヘンリー・小谷監督の『島の女』に主演、スター女優の第1号となった。当時の人気俳優諸口十九とコンビを組み共演作を次々と発表、この二人の人気は、栗島すみ子・岩田祐吉のコンビと並んで松竹蒲田のドル箱コンビだった。
モダンな華々しさが魅力の栗島とは対照的に、純日本的なしとやかさを魅力に、日本的でおとなしいものの芯はしっかりした女性像を演じて、人気を得、栗島、五月信子と並ぶ初期の松竹蒲田の看板女優として活躍した。賀古残夢監督の作品の常連だったが、賀古が松竹を退社した後は野村芳亭監督に重用され、当時のベストセラーの鶴見祐輔の原作を映画化した1929年（昭和4年）の野村監督の『母』では、万人の涙を誘った。また、『清水次郎長』などでは勝見庸太郎と共演。1923年（大正12年）、関東大震災により撮影所が下加茂に移るが、翌年蒲田に戻り、川田もそれに準じた。その後、諸口とのコンビで『赤坂心中』などに主演したほか、主に時代劇で活躍した。1929年には、栗島、岩田祐吉、藤野秀夫らと共に大幹部に昇進した。
1930年（昭和5年）以降は、母親役で活躍したが、1935年（昭和10年）に送別映画『母の愛』を最後に映画界を引退した。引退後は日本舞踊市山流の名取などを務め、新派の舞台に出演したり戦後に一時『鐘の鳴る丘』や『悲恋模様』などの映画に出演したこともあったが、その後は養女と二人でひっそりと暮らしていた。晩年はその養女にも先立たれ、最期は草加市のアパートで一人で迎えた。1970年（昭和45年）3月23日、心臓麻痺により死去。74歳没。遺体は翌日、アパートの大家によって発見された。

## 代表作
- 島の女（1920年）
- 断崖（1921年）
- 生さぬ仲（1921年）
- 金色夜叉（1922年）
- 海の極みまで（1922年）
- 白鳥の死（1922年）
- 女と海賊（1923年）
- 寛一と満枝（1923年）
- 女殺油地獄（1924年）
- 女難（1925年）
- 小幡小平次（1925年）
- 修羅八荒（1926年）
- 花井お梅（1926年）
- 魔道（1927年）
- 不滅の愛（1928年）
- 多情仏心（1929年）
- 母（1929年）
- 母の愛（1935年）
- 鐘の鳴る丘（1949年）
- 悲恋模様（1949年）

## 関連書籍
- 大竹啓子『七色の虹 - 舞台と映画の四十五年・女優・川田芳子物語』課外教室社、1958年
- 升本喜年『かりそめの恋にさえ - 女優・川田芳子の生涯』文藝春秋 1985年11月